# Programator

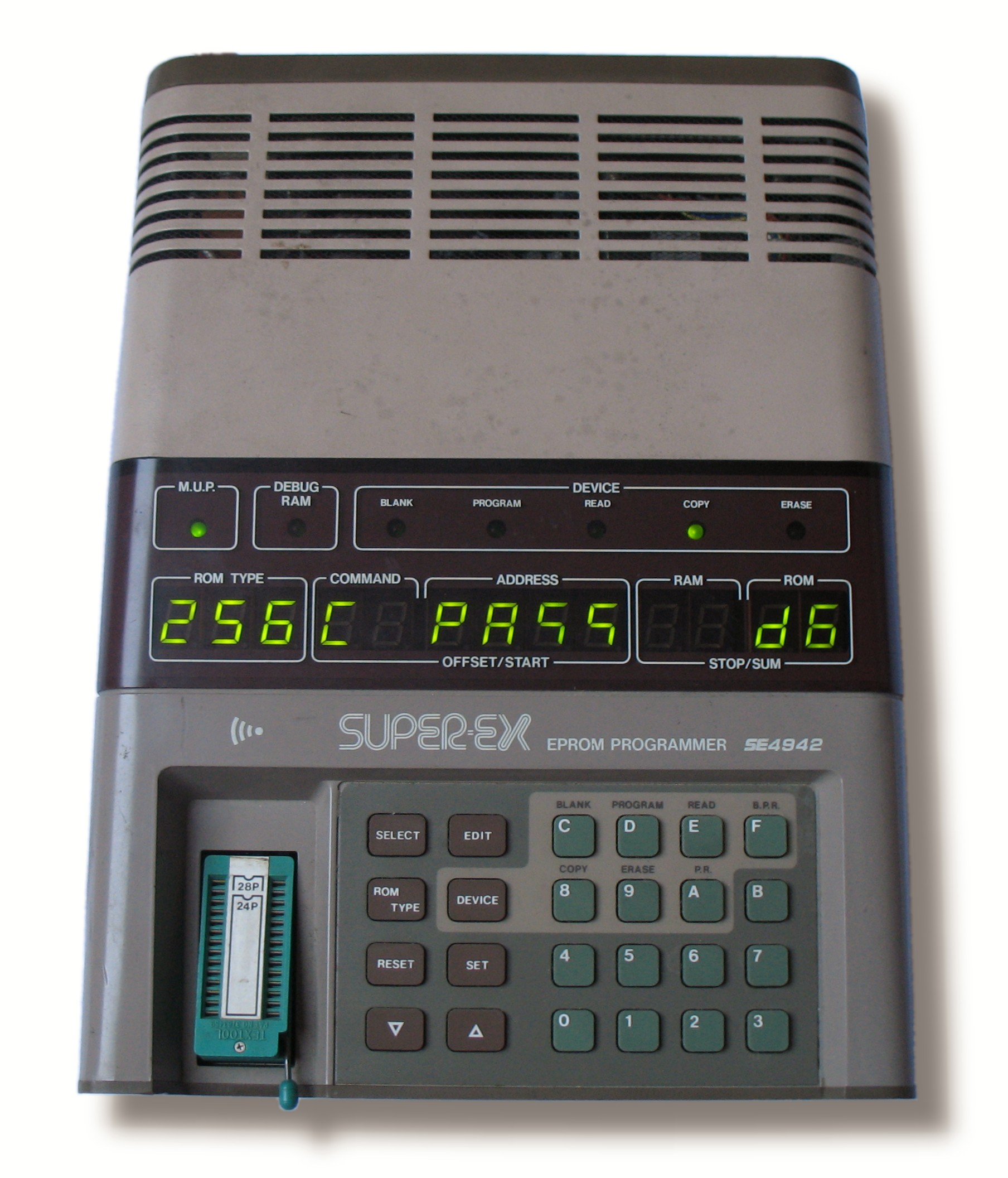
Programator uniwersalny.

Programator – elektroniczne urządzenie przeznaczone do programowania układów elektronicznych takich jak np.: pamięci EPROM, EEPROM, flash, układy PLD oraz mikrokontrolery. Dane, które mają być zaprogramowane są dostarczane do programatora z innego urządzenia, np. z komputera osobistego, zwykle za pośrednictwem interfejsu USB. Przed popularyzacją USB programatory podłączano do komputerów za pomocą portu równoległego lub RS-232. Programator następnie przekształca te dane według odpowiedniego dla danego układu algorytmu programowania na odpowiednie wielkości elektryczne, np. napięcie elektryczne o ustalonej wartości i ściśle określonym czasie trwania.
Układ programowany ma zazwyczaj także dedykowane wejście służące do uaktywnienia funkcji programowania. Jeśli to wejście jest aktywne i na programowalne wejście jest podane odpowiednie napięcie przez określony czas, to wtedy zostaje zaprogramowany 1 bit. Sytuację powtarza się kolejno, aż wszystkie bity zostaną przesłane do programatora, a z niego dalej do programowanego układu.

Prosty programator szeregowy do programowania mikrokontrolerów AVR przez port LPT komputera.